# توران أوزون
توران أوزون هو لاعب كرة قدم تركي في مركز الدفاع، ولد في 31 يوليو 1969. لعب مع كوجالي سبور.